# Elend (groupe)
Elend est un groupe de dark ambient franco-autrichien. Il est réputé dans le milieu gothique pour avoir consacré un cycle d'albums à l'Office des Ténèbres, en proposant une version aux ambiances puissantes, voire furieuses/extrêmes et aux orchestrations d'instruments classiques très travaillées.

## Biographie
Les albums du groupe se catégorisent en deux cycles : Office des Ténèbres (Leçons de Ténèbres, Les Ténèbres du dehors et The Umbersun) et Cycle des vents (Winds Devouring Men, Sunwar the Dead, et A World in their Screams).
Le groupe publie son deuxième album, The Umbersun, en 1998, qui comprend des morceaux notables comme Melpomene, Apocalypse et In the Embrasure of Heaven. Après la sortie de l'album A World in their Screams en 2007, le groupe semble ne plus montrer signe d'activité.

## Style musical
Les premiers albums d'Elend font usage de samplers et synthétiseur afin de créer un son d'orchestre dense et horrifiant. Dans leurs trois derniers albums du « cycle des vents », le groupe se consacre presque entièrement aux instruments acoustiques plutôt que sur les synthétiseurs, donnant un aspect plus comblé et naturel. Ils n'inclut aucun élément électronique ou industriel dans certains morceaux.